# Friedrich Ernst (Bankier)

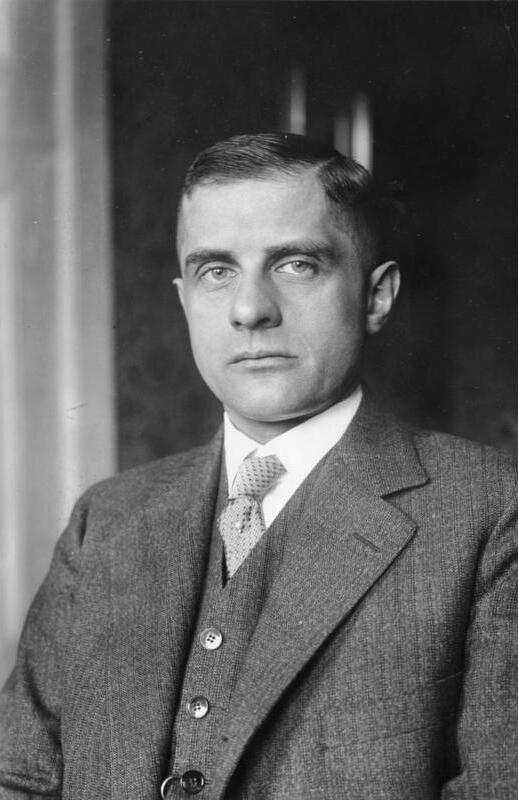
Friedrich Ernst, 1929

Friedrich Franz Georg Ernst (* 9. Juni 1889 in Berlin; † 28. November 1960 in Diepholz) war ein deutscher Jurist, Verwaltungsbeamter, Bankmanager und Politiker.

## Herkunft, Studium, Kriegsdienst und Weimarer Republik
Friedrich Ernst wurde als Sohn des Justizrates Friedrich Ernst und dessen Ehefrau Pauline (genannt Lina) geb. Stubenrauch in der elterlichen Wohnung in der Wilhelmstraße 19 in der Friedrichstadt geboren. Er studierte Rechts- und Staatswissenschaften und promovierte zum Dr. jur. Nach Ableistung seines Kriegsdienstes arbeitete er von 1919 bis 1931 im preußischen Ministerium für Handel und Gewerbe, seit 1929 als Ministerialdirektor und Leiter der Handelsabteilung. Daneben war er von 1925 bis 1931 stellvertretender Bevollmächtigter Preußens zum Reichsrat und seit 1928 Erster Staatskommissar für die Berliner Börse. 1931 wurde er von Reichskanzler Heinrich Brüning zum Reichskommissar für die Bankenaufsicht berufen. In dieser Funktion war er an der Sanierung der zusammengebrochenen Berliner Großbanken beteiligt. Nach dem Preußenschlag wurde er am 22. Juli 1932 zusätzlich zum Reichskommissar für das Bankwesen im preußischen Ministerium für Handel und Gewerbe (ab 1. Dezember 1932 umbenannt in Ministerium für Wirtschaft und Arbeit) berufen. Am 4. Februar 1933 wurde er in dieser Funktion von Alfred Hugenberg abgelöst.

## NS-Regime
Unter den Nationalsozialisten wurde Ernst zunächst in seinem Amt als Reichskommissar für das Bankgewerbe belassen, 1935 dann von Reichswirtschaftsminister Hjalmar Schacht zum Reichskommissar für das Kreditwesen ernannt. Dieses Amt übte er bis September 1939 aus. Ab Anfang 1940 war er Reichskommissar für die Behandlung feindlicher Vermögen. In dieser Funktion war seine Zuständigkeit auf die Vermögenswerte (Firmen- und Privateigentum) der westlichen Alliierten, Frankreich, Großbritannien und USA beschränkt.  Im Herbst 1941 ließ er sich aufgrund seiner ablehnenden Haltung gegenüber dem NS-Regime in den Ruhestand versetzen und wurde 1942 persönlich haftender Gesellschafter der Privatbank Delbrück, Schickler & Co.

## Attentat am 20. Juli 1944
Nach dem Attentat auf Adolf Hitler am 20. Juli 1944 wurde Ernst am 8. September 1944 verhaftet und am 17. April 1945 zu zwei Jahren Zuchthaus verurteilt. Ihm wurde zum Verhängnis, dass die Verschwörer um Carl Friedrich Goerdeler und Ludwig Beck ihn wegen seiner fachlichen Eignung und Verbindungen zu Hjalmar Schacht für ein Amt als Staatssekretär im Wirtschaftsministerium nach dem geplanten Sturz Hitlers vorgesehen hatten. Nach seiner Festnahme wurde er im Zellengefängnis Lehrter Straße in Berlin und vorübergehend zu Vernehmungszwecken im Gefängnis des KZ Ravensbrück in Fürstenberg inhaftiert. In der Haftanstalt Lehrter Straße fungierte er als einer der Sprecher der politischen Gefangenen. Am 25. April 1945 wurde er während der Schlacht um Berlin zusammen mit anderen politischen Häftlingen entlassen.

## Bundesrepublik
Nach dem Krieg war Ernst als Leiter der Berliner Währungskommission 1948 maßgeblich an der Vorbereitung und Durchführung der Währungsreform beteiligt. Von 1949 bis 1957 war er Vorsitzender des Verwaltungsrates der Berliner Zentralbank. Auf die Bitte von Konrad Adenauer übernahm er 1951 vorübergehend die Geschäftsführung im Kabinettsausschuss für Wirtschaft. Diese Einrichtung wird heute als Wirtschaftsnebenregierung im Bundeskanzleramt betrachtet.
Von 1952 bis 1958 war er Vorsitzender des Forschungsbeirates für Fragen der Wiedervereinigung Deutschlands. Jede Berufung eines Mitglieds bedurfte seiner Zustimmung als Vorsitzendem. Am 21. Juni 1954 trat bei der Bank deutscher Länder erstmals ein kleiner Währungskreis zusammen, dessen Sitzungen Ernst leitete und über dessen Zusammensetzung er entschied. Die Aufgabe dieser Einrichtung bestand darin, für den Tag einer Wiedervereinigung einen Maßnahmenkatalog einschließlich eines Vorschlags für eine Währungsumstellung zu entwerfen. Die DDR-Bürgerrechtlerin Daniela Dahn berichtet, dass ein auf diesen Vorschlägen basierender Plan 13 Tage nach dem Fall der Berliner Mauer 1989 auf einer Sitzung des Zentralbankrats vorgelegt worden sei. Er habe die Einführung der D-Mark in der DDR vorgesehen.
Von 1950 bis 1960 gehörte Ernst als Vorsitzender dem Aufsichtsrat der AEG an. In den 1950er-Jahren hatte er Wohnsitze in Hamburg in der Wentzelstraße 10 und in Berlin in Nikolassee, Grunewald und Dahlem.

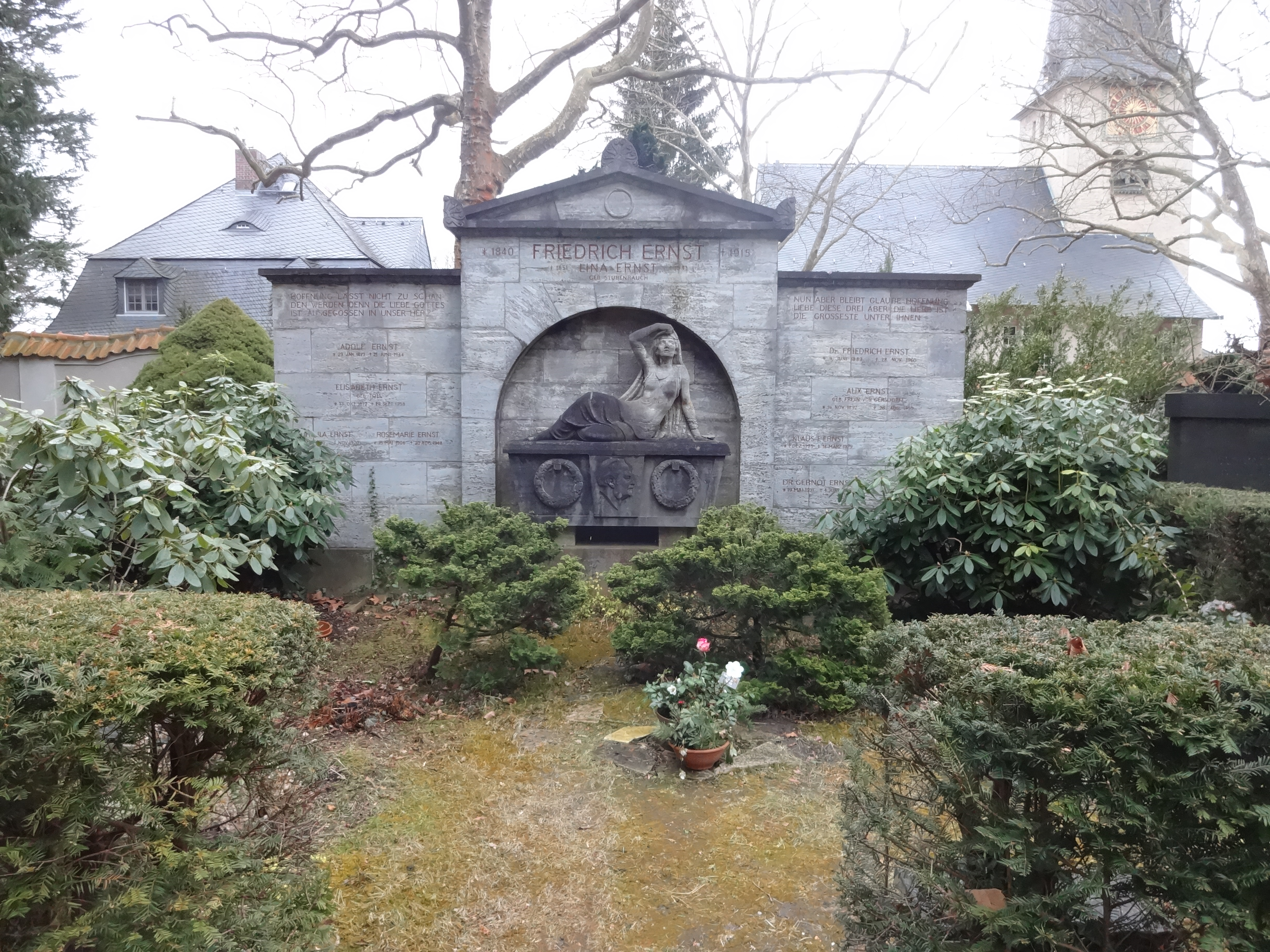
Grabstätte (rechte Seite)

Er verstarb nach einem Schlaganfall auf einer Dienstreise und ist auf dem Evangelischen Kirchhof Nikolassee bestattet.

## Auszeichnungen
- Dezember 1951: Verleihung des Großen Bundesverdienstkreuzes[9]
- 1956: Verleihung des Großen Bundesverdienstkreuzes mit Stern
- Anlässlich seines 70. Geburtstages am 9. Juni 1959 Verleihung der Ernst-Reuter-Plakette für seine Verdienste um Berlin